# 蓬塔勞雷爾
蓬塔勞雷爾（西班牙語：Punta Laurel），是巴拿馬的城鎮，位於該國西北部，由博卡斯德爾托羅省的博卡斯德爾托羅區負責管轄，面積71.9平方公里，2010年人口1,730，人口密度每平方公里24.1人。